# سان دامیانو ال کوله
سان دامیانو ال کوله (به ایتالیایی: San Damiano al Colle) یک کومونه در ایتالیا است که در استان پاویا واقع شده‌است. سان دامیانو ال کوله ۶٫۴ کیلومتر مربع مساحت و ۷۶۷ نفر جمعیت دارد.